# 핍실
핍실(逼實, ?~684년)는 신라의 장군이다.

## 생애
고구려의 왕족인 안승의 족자(族子) 대문(大文/悉伏)과 고구려 유민들이 반란을 일으키자 그는 아내에게 “우리 두 형은 이미 국사(國事)에 그 이름이 썩지 않고 전한다. 내가 비록 불초하지만 어찌 죽음을 두려워하여 구차히 살 것인가. 오늘 그대와 살아서 헤어지지만 끝내는 죽어 이별하게 될 것이니 잘 살면서 슬퍼하지 말라.”고 귀당제감(貴幢弟監)으로서 고구려 부흥군을 향해 홀로 나가 분전하다가 전사했다.
이후 신문왕은 필십과 그의 형들에게 사찬(沙飡)의 관등을 추증하였다.